# 花音 (漫画)
『花音』（かのん）は、さいとうちほによる日本の漫画。『プチコミック』（小学館）にて1995年7月号から連載された。単行本全6巻、文庫版全3巻。第42回（平成8年度）小学館漫画賞受賞作品。

## あらすじ
モンゴルで生まれ育った、日本人の少女花音はバイオリンの天賦の才能を持っていた。モンゴルに取材に来ていた作曲家、河原天童は彼女の秘められた才能に気づき、花音は天童に連れられて日本に戻る。
「バイオリンを弾き続ければ、音楽家の父にめぐり合える」という事故死した母親の遺言を胸に、花音はバイオリニストの道を歩み始める。花音の奏でる音色と才能に惹かれる、天才指揮者三神弦の後押しもあり、確実にバイオリニストとして成長していく花音。やがて父親と思われる3人の音楽家の存在が浮かび上がってくる。

## 登場人物
林 花音（はやし かのん）
父親を知らずにモンゴルで生まれ育った、バイオリンの天才。愛用しているのは1759年製ガダニーニ「ケンタウロス」。
三神 弦（みかみ げん）
32歳独身。バイオリニストとして10歳でデビュー。その後ピアニストとなり作曲も手がけ、現在では指揮者として絶大な人気を誇る。三神財閥会長の隠し子。

河原 天童（かわはら てんどう）
作曲家。モンゴルで花音に出会い、彼女の母の死に立ち会い、日本へと連れてきた。花音と三神の才能に触れ、自らの才能に疑問を持ち、あがく。
沢 浩基（さわ こうき）
花音の父親と思われる音楽家の一人。バイオリニスト。
梶原 幸生（かじわら さちお）
花音の父親と思われる音楽家の一人。ピアニスト。
ケント・グレゴリー
花音の父親と思われる音楽家の一人。指揮者。
林 由布子（はやし ゆうこ）
花音の母。日本ではカメラマンとして音楽家を主として撮影していた。花音を身篭ったのちモンゴルに渡り、そこで花音を産み育てた。

## 作中に使用・演奏された音楽
クライスラー：「亜麻色の髪の乙女」
モンゴルで花音と天童が聴いたレコード。花音はこれらクラシックのレコードと母からバイオリンを学んだと天童に語る。
ビゼー：「ハバネラ」（カルメンより）
日本に来たばかりの花音が、天童のスタッフ達に早弾きで聞かせた。
ドボルザーク：「家路」
天童の事務所の外で花音がこの曲を弾いていたところ、通りかかった三神が聞き止める。二人の初めての出会いのシーン。
ワックスマン：「カルメン幻想曲」
花音が初めてソリストとして、三神が指揮するオーケストラの前で演奏した。
サン=サーンス：「永遠のロマンス」
沢浩基が演奏した。
「アヴェ・マリア」
教会で花音が結婚式のお祝いと気持ちの決別の為に弾いた。
チャイコフスキー：「バイオリン協奏曲ニ長調作品35」
ケント・グレゴリーの指揮のもと、花音がソリストとして演奏した。
サラサーテ：「ツィゴイネルワイゼン」
花音がモンゴルで聴き育ったクラシックのレコードのうちの1枚。演奏者は三神だが花音は知らなかった。

## 書誌情報
さいとうちほ 『花音』
| - 小学館〈フラワーコミックス〉 全6巻 1. 1995年10月26日発売、ISBN 4-09-136701-1 2. 1996年03月26日発売、ISBN 4-09-136702-X 3. 1996年10月26日発売、ISBN 4-09-136703-8 4. 1997年02月26日発売、ISBN 4-09-136704-6 5. 1997年06月26日発売、ISBN 4-09-136705-4 6. 1997年09月26日発売、ISBN 4-09-136706-2 | - 小学館〈小学館コミック文庫〉 全3巻 1. 2003年4月15日発売、ISBN 4-09-191485-3 2. 2003年4月15日発売、ISBN 4-09-191486-1 3. 2003年5月15日発売、ISBN 4-09-191487-X |